# ۱.۹۶

۹۵ درصد از سطح زیر توزیع نرمال در درون ۱٫۹۶ برابر انحراف استاندارد از میانگین است.

۱٫۹۶ ارزش تقریبی نقطه ۹۷٫۵ درصد از توزیع نرمال است که در احتمال و آمار استفاده می‌شود. ۹۵ درصد از مساحت زیر منحنی نرمال در درون حدود ۱٫۹۶ انحراف استاندارد از میانگین است و با توجه به قضیه حد مرکزی این شماره در ساخت تقریب ۹۵٪ فاصله اطمینان استفاده می‌شود. این قرارداد به نظر می‌رسد به خصوص در آمار پزشکی رایج باشد اما همچنین در علوم دیگر مانند زمین‌شناسی، علوم اجتماعی و تحقیقات کسب و کار نیز استفاده می‌شود.
اگر X یک توزیع نرمال استاندارد باشد یعنی X ~ N(0,1),
{\displaystyle \mathrm {P} (X>1.96)=0.025,\,}
{\displaystyle \mathrm {P} (X<1.96)=0.975,\,}
و از آنجایی توزیع نرمال متقارن است:
{\displaystyle \mathrm {P} (-1.96<X<1.96)=0.95.\,}
یک نماد برای این عدد z.025 است.
از تابع چگالی احتمال از توزیع نرمال مقدار دقیق z.025 از طریق این فرمول تعیین می‌شود:
{\displaystyle {\frac {1}{\sqrt {2\pi }}}\int _{z_{.025}}^{\infty }e^{-x^{2}/2}\,\mathrm {d} x=0.025.}

## برای مطالعهٔ بیشتر
- Gardner, Martin J; Altman, Douglas G, eds. (1989), Statistics with confidence, BMJ Books, ISBN 978-0-7279-0222-1